# Adalis Oyarzún
Adalis Salvador Oyarzún Miranda (n. Aysén, 15 de junio de 1937) es un abogado y profesor universitario chileno. Fue Ministro de la Corte Suprema de Chile entre los años 2002 y 2012.

## Biografía

### Estudios
Realizó sus estudios básicos en la Escuela Primaria General Baquedano en Coyhaique y los secundarios en el Seminario Conciliar de Ancud. En 1960 ingresó a la Escuela de Derecho de la Universidad de Chile terminando sus estudios en 1964. Su memoria de prueba se tituló Los Sujetos del Derecho Internacional y fue aprobada con distinciones. Dio su examen de grado el 6 de septiembre de 1967 y fue aprobado con dos votos de distinción. El 2 de octubre de le fue otorgado su título de abogado por la Corte Suprema de Chile.

### Vida privada
Está casado y tiene 3 hijos.